# Резолюция Совета Безопасности ООН 1100
Резолюция Совета Безопасности Организации Объединённых Наций 1100 (код — S/RES/1100), принятая 27 марта 1997 года, сославшись на все резолюции по ситуации в Либерии, в частности на резолюцию 1083 (1996), Совет продлил мандат Миссии наблюдателей ООН в Либерии (МНООНЛ) до 30 июня 1997 года.
Согласно докладу Генерального секретаря ООН Кофи Аннана, ситуация в Либерии улучшилась, наблюдается оживление либерийского общества и началась подготовка к всеобщим выборам 1997 года. Они были назначены на 30 мая 1997 года по договоренности с Экономическим сообществом западноафриканских государств (ЭКОВАС) и имеют важное значение для мирного процесса.
Совет Безопасности выразил обеспокоенность по поводу задержек в процессе формирования Национальной избирательной комиссии и восстановления Верховного суда. Международному сообществу было предложено финансировать выборы и деятельность МООНЛ и Группы наблюдения Экономического сообщества западноафриканских государств. Резолюция подчеркнула важность соблюдения прав человека и права беженцев на возвращение, а также начала разоружения враждующих группировок. Кроме того, всем странам напомнили об их обязанности строго соблюдать эмбарго на поставки оружия в Либерию, введенное Резолюцией 788 (1992), и сообщать о нарушениях в комитет, созданный Резолюцией 985 (1995).